# Tunel Mala Kapela

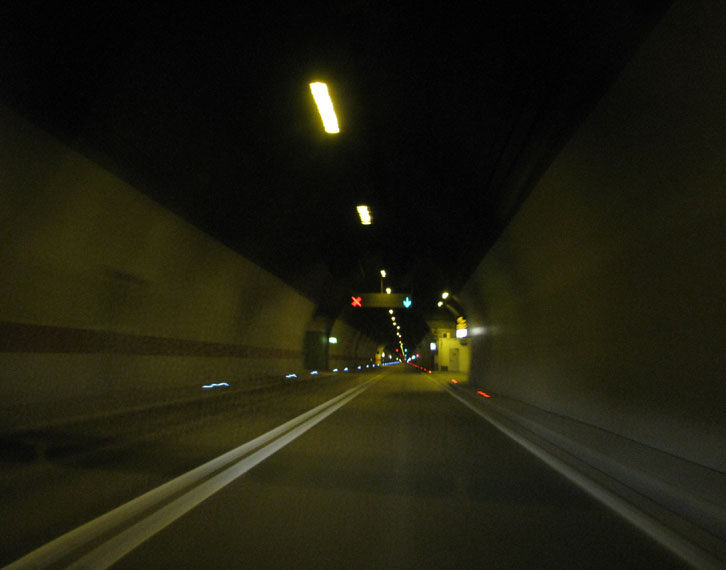
Průjezd Tunelem Mala Kapela (před dostavěním druhého tubusu)

Tunel Mala Kapela je tunel na dálnici A1 ve střední části chorvatské Dalmácie. S délkou 5,8 km je nejdelším tunelem v zemi.
Tunel nese název podle stejnojmenného pohoří Mala Kapela, které překonává, a to na úseku dálnice Bosiljevo–Jezerane. Je projektován celkem jako tři tunely; dva pro každý směr a jeden servisní. Severní portál Malé Kapely se nachází v nadmořské výšce 562 m a jižní pak v 573 m. Stavba byla otevřena roku 2005, pouze však jen jeden její tubus (pravý). Druhá část tunelu byla otevřena 30. května 2009.
Náklady na vybudování tunelu činily 550 milionů kun, stavitelem je italská firma Coopcostruttori.
V tunelu je šířen FM signál veřejnoprávních rozhlasových stanic HR1 (102,3 MHz) a HR2 (97,5 MHz) a signál pro mobilní telefony.
Průměrně projede denně tunelem přes 12,5 tisíce vozidel, v letní turistické sezóně pak přes 31 tisíc.